# Rydzewo (powiat ełcki)
Rydzewo (niem. Rydzewen, 1938–1945 Schwarzberge) – wieś w Polsce położona w województwie warmińsko-mazurskim, w powiecie ełckim, w gminie Ełk.
W latach 1975–1998 miejscowość należała administracyjnie do województwa suwalskiego.
Zobacz też: Rydzewo, Rydzewo Szlacheckie, Rydzewo-Gozdy, Rydzewo-Pieniążek, Rydzewo-Świątki